# Saint-Jacut-les-Pins
Saint-Jacut-les-Pins (Gallo Saent-Jigu, bretonisch Sant-Yagu-ar-Bineg) ist eine französische Gemeinde mit 1.733 Einwohnern (Stand 1. Januar 2022) im Département Morbihan in der Region Bretagne. Saint-Jacut-les-Pins gehört zu den Gemeinden, in denen Gallo gesprochen wurde.

## Geographie
Saint-Jacut-les-Pins liegt rund sieben Kilometer nordwestlich von Redon im Südosten des Départements Morbihan und gehört zum Gemeindeverband Redon Agglomération.
Nachbargemeinden sind Peillac im Norden, Saint-Vincent-sur-Oust im Nordosten, Saint-Perreux im Osten, Allaire im Südosten und Süden, Saint-Gorgon und Caden im Südwesten sowie Malansac im Westen.
Der Ort liegt unweit von Straßen für den überregionalen Verkehr.
Die bedeutendsten Gewässer sind der Fluss Arz und die Bäche Le Moulin Éon, Le Quip Douve du Vau de Quip und Les Éclopaz. Entlang dieser Wasserläufe verläuft teilweise die Gemeindegrenze. Nördlich der Ortschaft Saint-Jacut-les-Pins liegt die Anhöhe Butte des Cinq Moulins.

## Bevölkerungsentwicklung
| Jahr      | 1962 | 1968 | 1975 | 1982 | 1990 | 1999 | 2006 | 2019 |
| Einwohner | 1455 | 1485 | 1559 | 1590 | 1570 | 1552 | 1702 | 1747 |

## Sehenswürdigkeiten
- Schloss von Le Closne aus dem 15. Jahrhundert (umgebaut im 19. Jahrhundert)
- Schloss von Bodéan, umgebaut im 20. Jahrhundert
- Schloss von Calléon, umgebaut im 19. Jahrhundert
- Stein von Couesnongle aus gallischer Zeit
- Kirche Saint-Jacut (neogotisch) aus dem Jahr 1881
- Kapelle Notre-Dame du Pont-d’Arz aus dem 15. Jahrhundert
- Kapelle Saint-Barnabé aus dem 18. Jahrhundert
- Kapelle Sainte-Madeleine in La Grae aus dem 16. Jahrhundert
- Herrenhäuser Bois-David (15. Jahrhundert), Brandicoët und Rédillac (15.–17. Jahrhundert)
- Botanischer Tropengarten
- Schwesternhaus Sœurs du Sacré-Cœur
- Wassermühlen in Calléon, Eclopaz und Guéreneuc sowie Windmühlen in Bodéan, La Prée, La Vieille-Ville und Renaudin

Quelle:

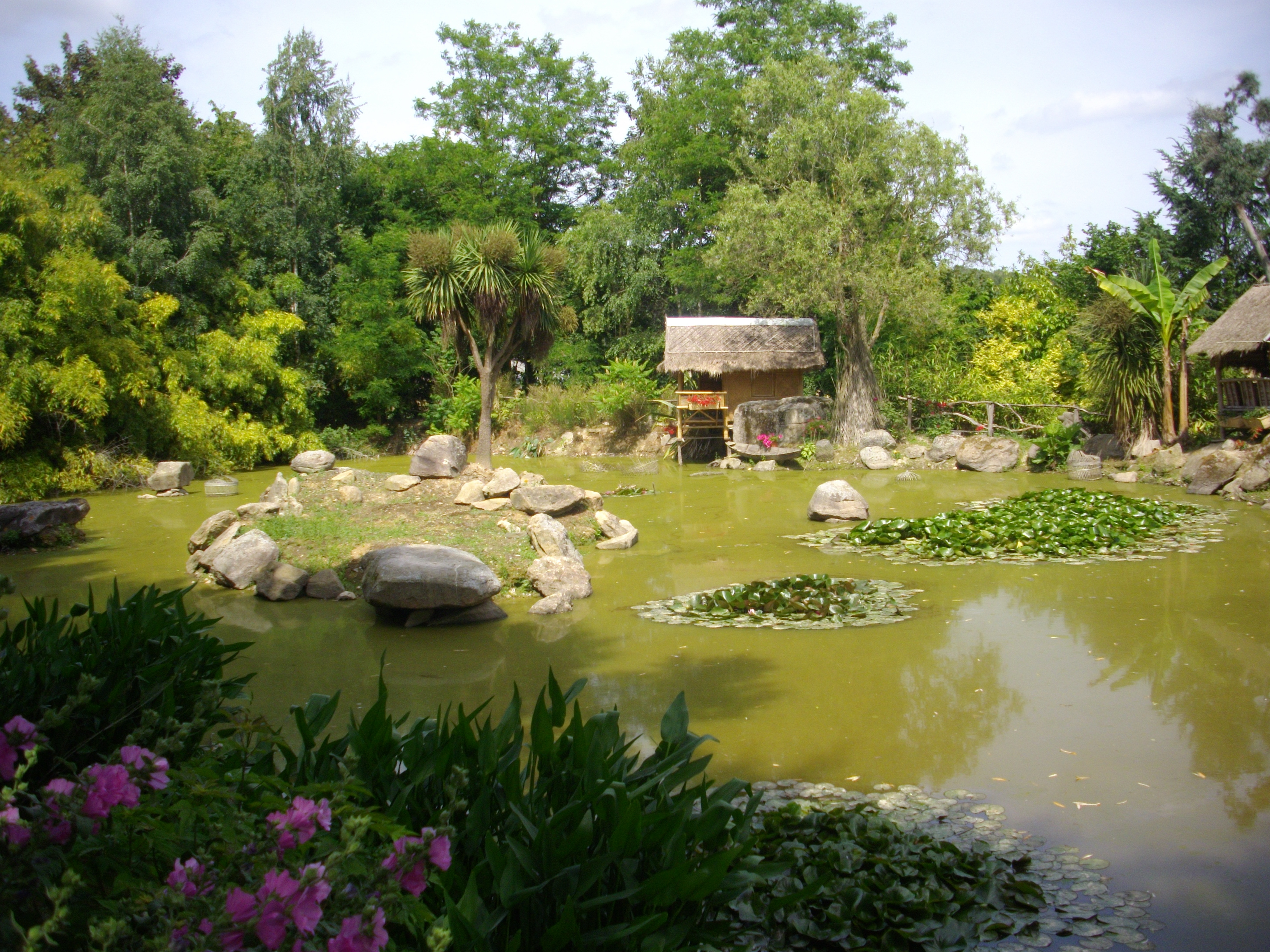
Tropengarten
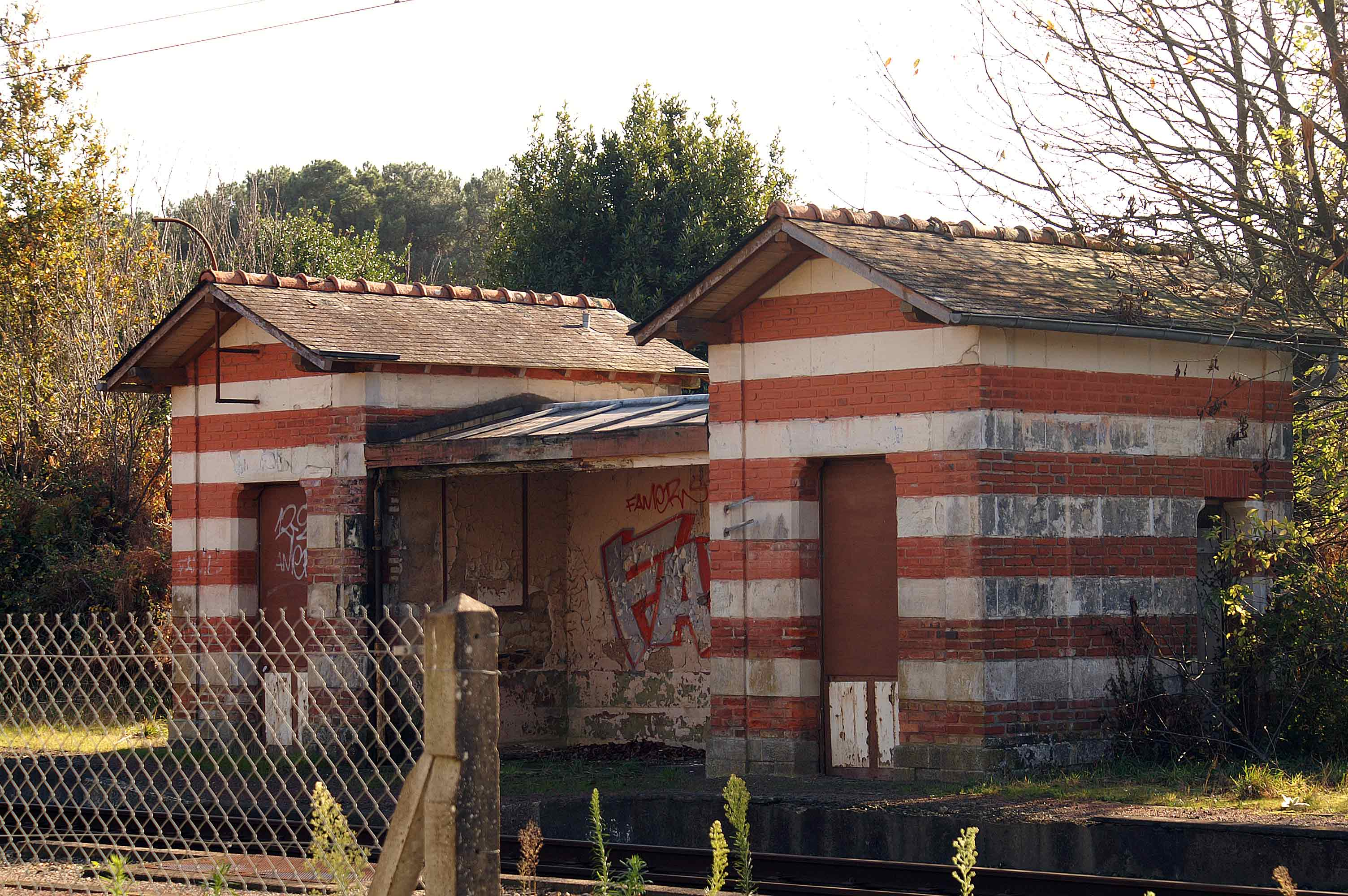
Ehemaliges Bahnhofsgebäude